# Lytse Hille
Lytse Hille, artiestennaam van Hille de Vries (Leeuwarden, 6 april 1975), is een Nederlands volkszanger.

## Biografie
Lytse Hille werd geboren in Leeuwarden, waar zijn ouders een dierenwinkel hadden. Als kind zong hij geregeld op familiefeesten. Toen hij negen jaar oud was kocht hij een accordeon.
Zijn vriend was uitbater van café "De Heidehoeke" in Twijzelerheide. In 1999 nam De Vries dit café over en ging hij er werken als biertapper. In 2006 verkocht hij zijn café waarna hij zich ging richten op de muziekwereld.
Lytse Hille bracht in 2010 zijn eerste album Zwerven uit. Hierop staat het nummer Glück Auf! dat hij samen met Johnny Hoes heeft ingezongen. In 2011 volgde zijn tweede album Tsjakkiediekie Boem Boem en kort daarna verscheen zijn derde album Ik kwam je tegen. Hij treedt regelmatig op bij muziekfeesten en heeft een platencontract bij Telstar.

## Discografie

### Albums
- (2010) Zwerven
- (2011) Tsjakkiediekie Boem Boem
- (2011) Ik kwam je tegen
- (2013) Die lach van mijn gezicht
- (2016) Zolang er 'n droom bestaat
- (2017) Ik lach me de ballen uit m'n broek
- (2018) Mazzel

## Trivia
- Lytse Hille heeft zijn artiestennaam te danken aan zijn lengte: lytse is het Friese woord voor 'kleine'.